# Růže mnohokvětá
Růže mnohokvětá (Rosa multiflora Thunberg) je keř z čeledi růžovitých, zástupce rozsáhlého rodu růže, v jehož rámci se řadí do podrodu Rosa, sekce Synstylae. Popsána byla švédským botanikem Thunbergem v roce 1784, do Evropy byl tento druh růže přivezen patrně až v roce 1862. Je jednou z nejvýznamnějších introdukovaných růží užitých ke šlechtění kulturních růží. Jejími potomky je velká část tzv. pnoucích růží a pravděpodobně všechny tzv. polyantky (mnohokvěté záhonové růže).

## Popis
Opíravé liány nebo mohutné, gejzírovitě větvené keře s obloukovitě sehnutými, ostnitými větvemi. Vytváří šlahounovité výhony, dorůstající za rok až čtyř metrů. Ostny jsou jednotlivé, hákovité, slouží jako příchytky k podložce (stromu, skále). Nápadným znakem růže mnohokvěté jsou hřebínkovitě zpeřené palisty, vlastnost, která se zachovala po mnoho generací i u velkého počtu zahradních růží. Složené listy jsou sedmičetné.
Květy jsou bílé, drobné, pouze 1–2 cm široké, jednoduché, ve velmi bohatých kuželovitých chocholících, příjemně vonící. Kališní cípy jsou chudě zpeřené, po odkvětu brzy opadávají; čnělky pestíků jsou srostlé v nápadný vystupující sloupek. Kvete v červnu a červenci. Šípky jsou malé, asi velikosti velkozrnného hrachu, kulovité, červené.

## Rozšíření
Pochází z oblasti východní Asie, Japonska, Číny a Koreje. V Evropě začala být pěstována až mezi lety 1865–1870. V České republice je pěstována přibližně od přelomu 19. a 20. století. Místy zplaňuje. Na jejím rozšiřování v zahradách a krajině se podílí ptactvo, pro které jsou drobné šípky vítanou potravou.

## Ekologie
Růže mnohokvětá je velmi pohledná a snese rozmanité podmínky (mráz, výsluní, sucho, dobře roste i v polostínu a vlhku). Je vhodná jako solitéra, a to zejména pro větší plochy; hodí se také do skupin k plošnému ozelenění. Dobře se množí semenem, dřevitými řízky i hřížením.

## Využití
Využívá se jako solitérní keř ve větších zahradách, na prostranství a v živých plotech. Jedna z linií, téměř bezostný klon, se využívá jako podnožová růže, oblíbená zvláště mezi švédskými školkaři. Ve Skandinávii se R. multiflora užívá jako podnož kulturních růží díky její značné odolnosti vůči nízkým teplotám. Šípky jsou využitelné ve floristice do zimních kytic a vazeb.

## Galerie

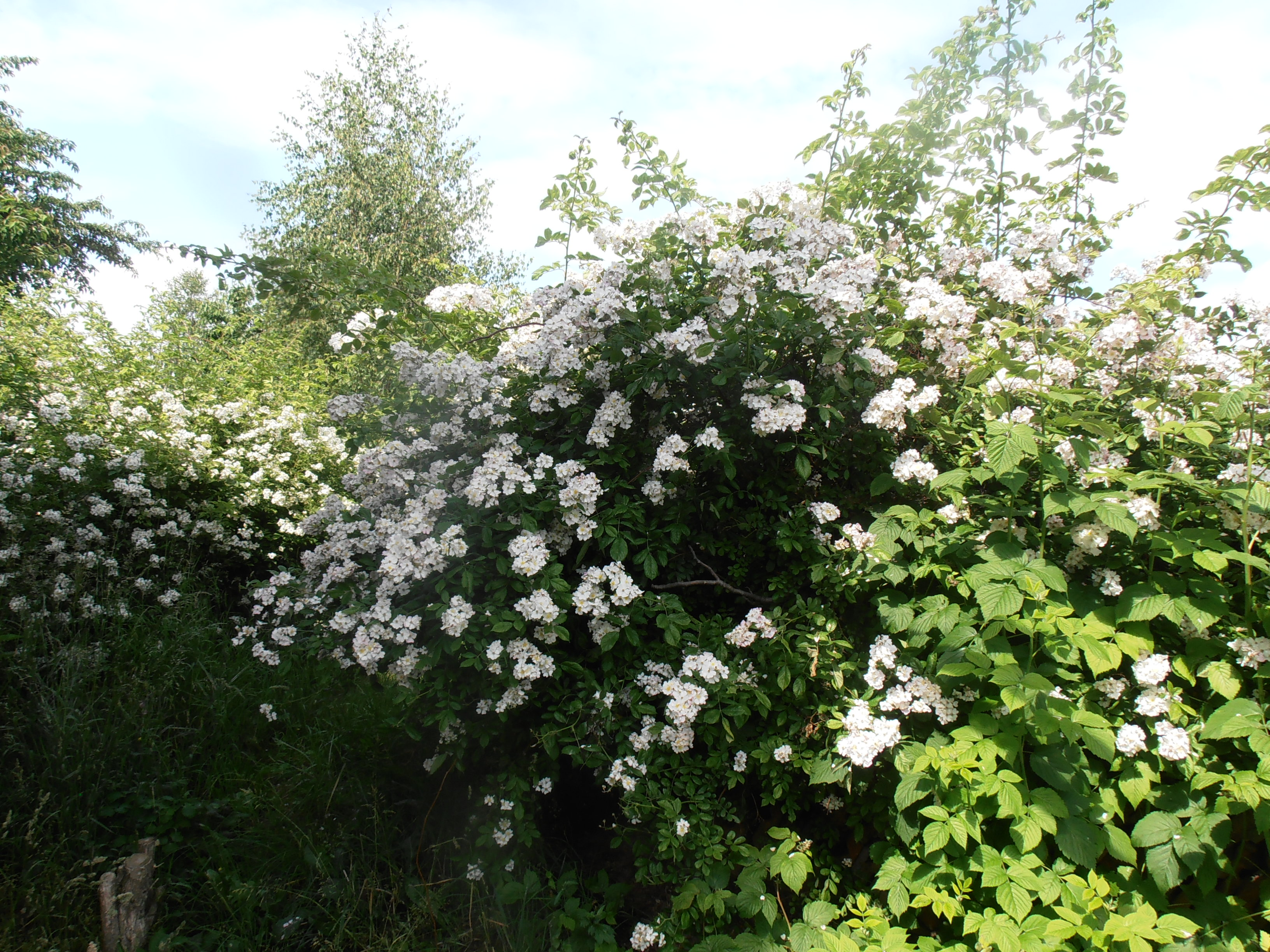
Keř růže mnohokvěté
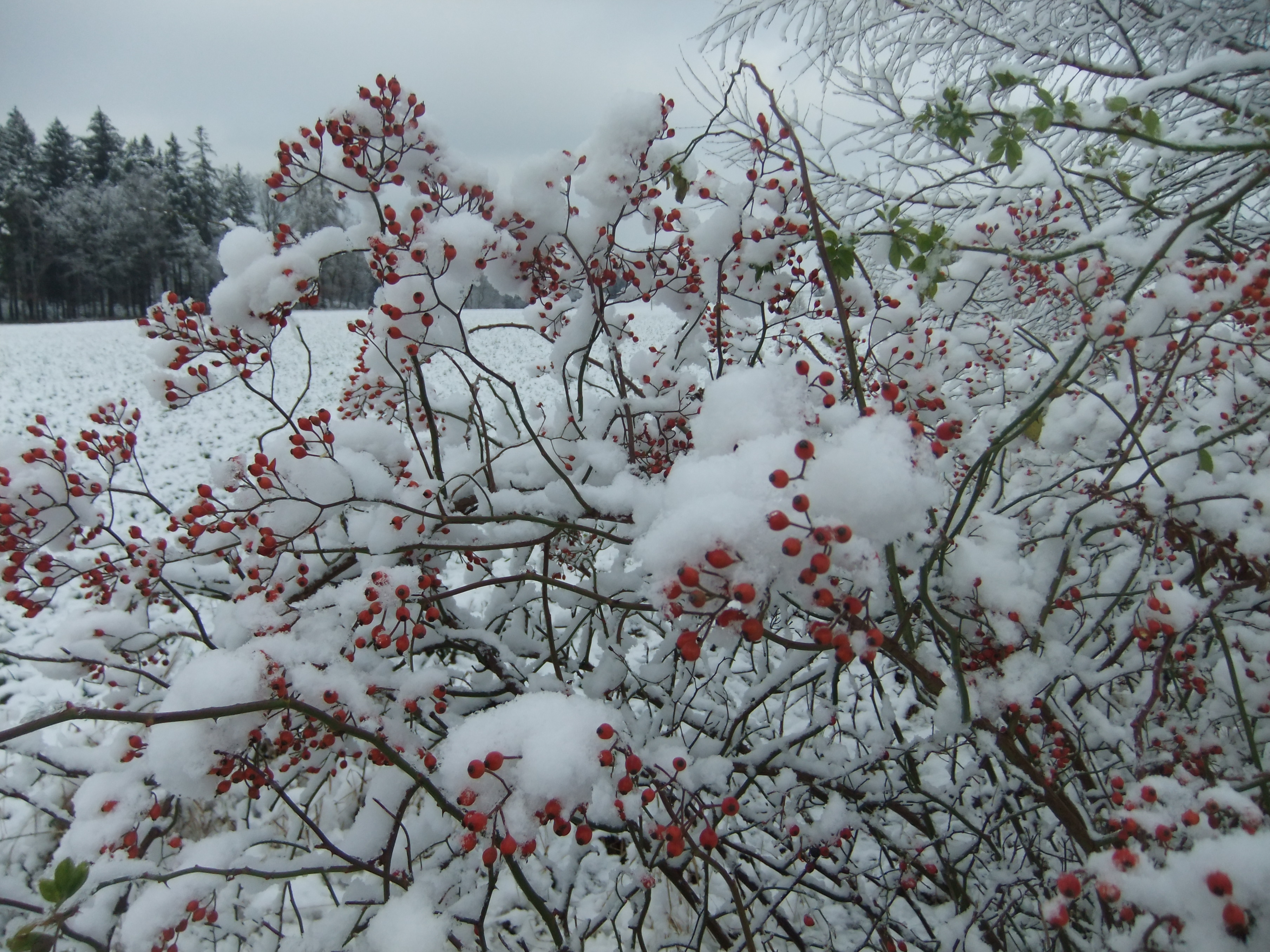
Keř v zimě
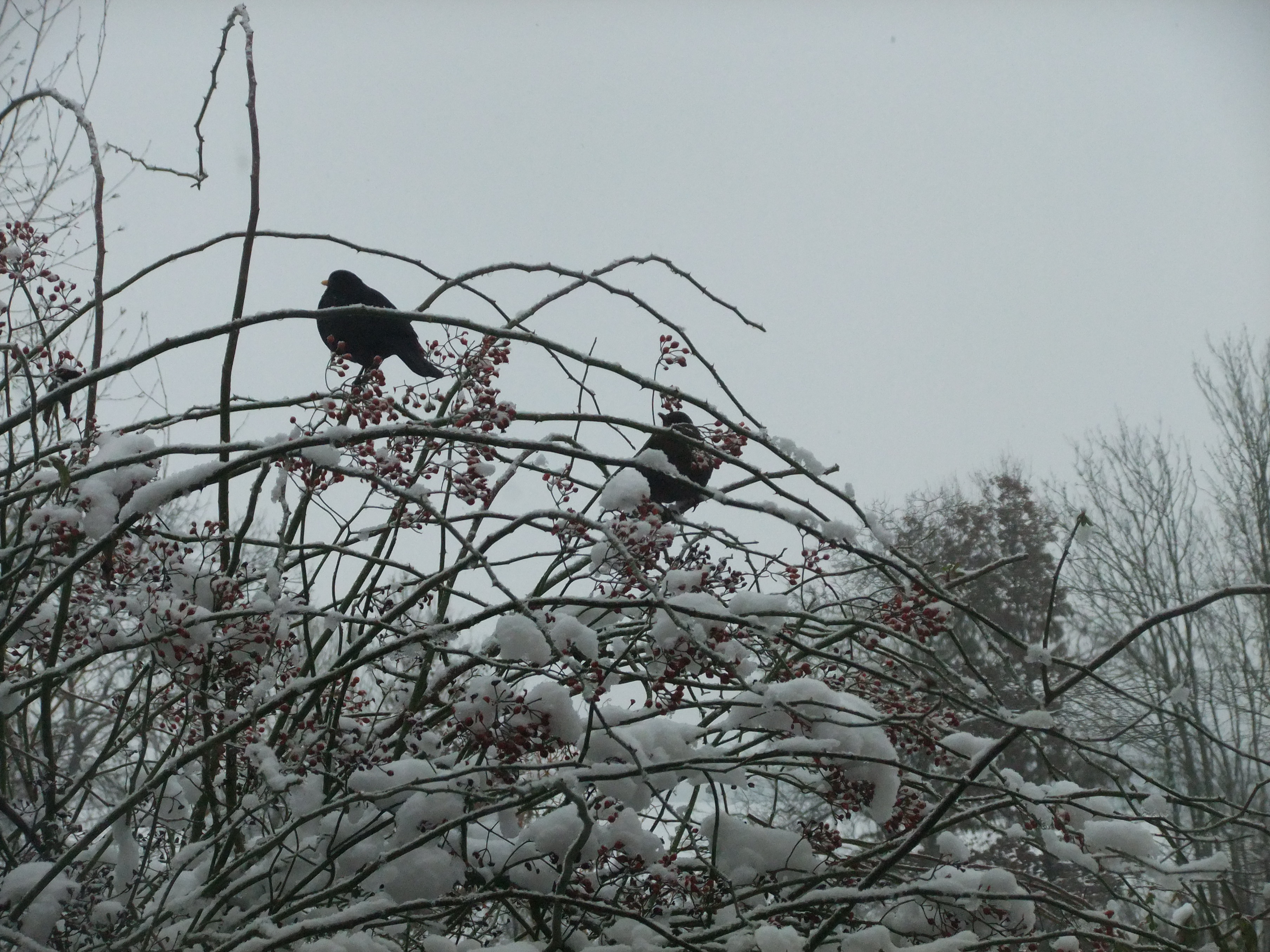
Šípky jsou potravou pro různé druhy ptactva
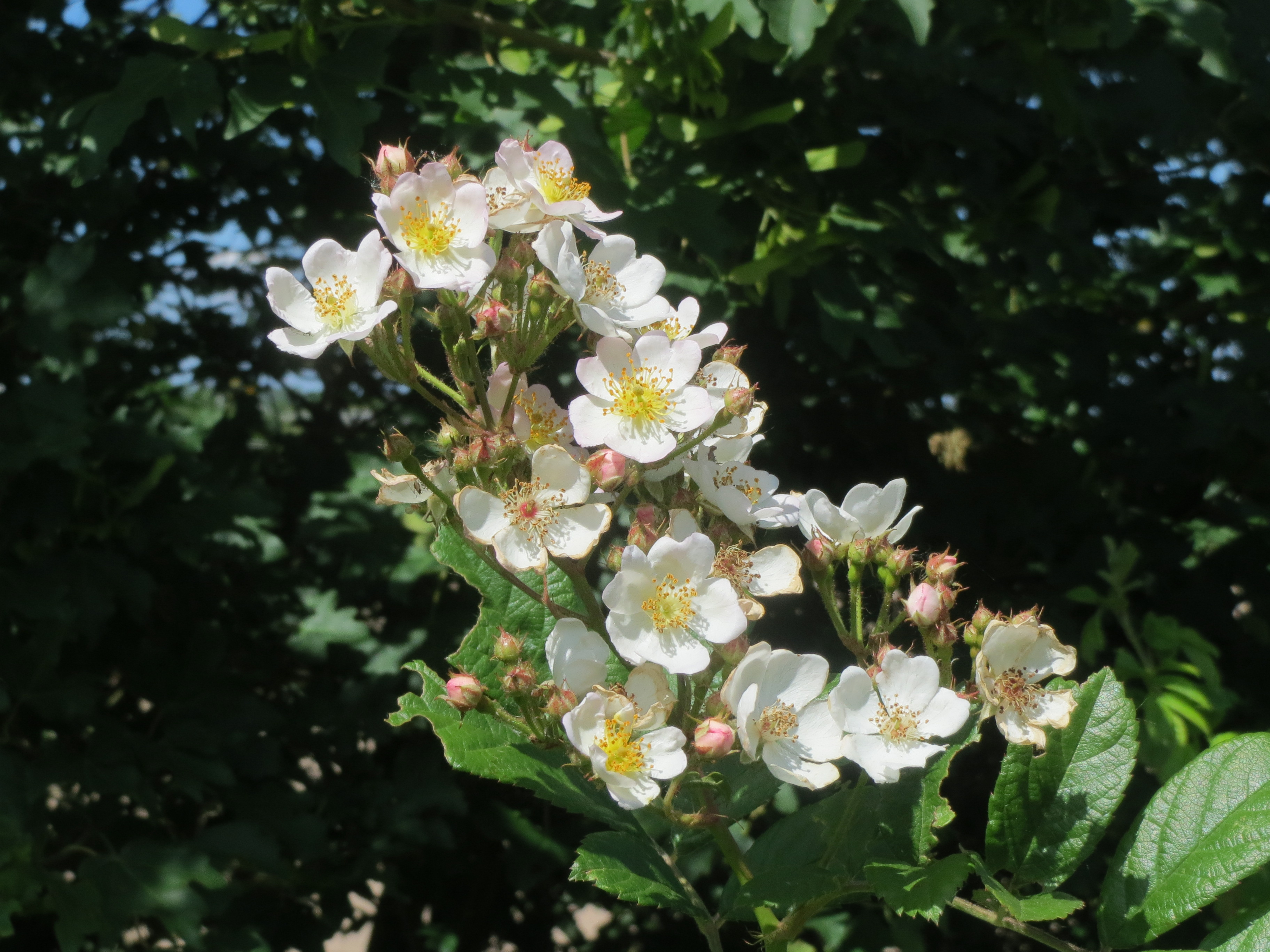
Detail květenství